# La blonde défie le FBI
Pour plus de détails, voir Fiche technique et Distribution.
La blonde défie le FBI (titre original : The Glass Bottom Boat) est un film américain réalisé par Frank Tashlin, sorti en 1966.

## Synopsis
Jennifer Nelson et Bruce Templeton se rencontrent fortuitement lorsque Bruce remonte à la ligne son maillot de sirène la laissant nue dans les eaux de Catalina Island. Elle va découvrir que Bruce est le grand patron du laboratoire de recherche où elle travaille. Bruce engage Jennifer pour être sa biographe avec le seul désir de s'attirer ses faveurs. Or le général Wallace Bleeker, ami de Bruce, est persuadé que Jennifer est une espionne russe. Il la fait surveiller. Lorsque Jennifer s'en rend compte... il va y avoir du sport !

## Fiche technique
- Titre original : The Glass Bottom Boat
- Titre français : La blonde défie le FBI
- Réalisation : Frank Tashlin
- Scénario : Everett Freeman
- Production  : Everett Freeman et Martin Melcher
- Société de production : Euterpe et Metro-Goldwyn-Mayer
- Musique : Frank De Vol
- Photographie : Leon Shamroy
- Montage : John McSweeney Jr.
- Direction artistique : Edward C. Carfagno et George W. Davis
- Décors de plateau : Henry Grace et Hugh Hunt
- Costumes : Ray Aghayan pour Doris Day
- Pays d'origine : États-Unis
- Langue : anglais
- Format : Couleur (Metrocolor) - Son : Mono
- Genre : Comédie, romance
- Durée : 110 minutes
- Dates de sortie :
  - États-Unis : 9 juin 1966

## Distribution
- Doris Day (VF : Claire Guibert) : Jennifer Nelson
- Rod Taylor (VF : Jean-Claude Michel) : Bruce Templeton
- Arthur Godfrey (VF : Michel Gudin) : Axel Nordstrom
- John McGiver : Ralph Goodwin
- Paul Lynde (VF : Philippe Dumat) : Homer Cripps
- Edward Andrews : Général Wallace Bleecker
- Eric Fleming (VF : Jean Michaud) : Edgar Hill
- Dom DeLuise (VF : Michel Roux) : Julius Pritter
- Elisabeth Fraser (VF : Marie Francey) : Nina Bailey
- Dick Martin (VF : Jacques Thébault) : Zack Molloy
- George Tobias (VF : Jean Violette) : Norman Fenimore
- Alice Pearce : Mabel Fenimore
- Ellen Corby (VF : Lita Recio) : Anna Miller
- Dee J. Thompson (VF : Nicole Vervil) : Donna

Acteurs non crédités :
- Theodore Marcuse : Gregor
- Robert Vaughn : Napoleon Solo